# Nicolae Popescu (matematician)
Nicolae Popescu (n. 22 septembrie 1937, Strehaia, România – d. 29 iulie 2010, București, România) a fost un matematician român, cercetător I la Institutul de Matematică „Simion Stoilow” al Academiei Române și membru corespondent al Academiei Române. El este bine cunoscut pentru contribuțiile sale majore în algebră și în teoria abeliană a categoriilor abstracte. A publicat până în 2008 mai mult de 102 lucrări de matematică în reviste de matematică din România și din străinătate. Contribuțiile sale sunt și în următoarele domenii ale matematicii moderne: topologie algebrică, geometrie algebrică, algebră comutativă, teoria „K” și teoria algebrică a funcțiilor (Elemente de teoria analitică a numerelor, Universitatea din București, 1968).
Cartea sa Abelian Categories with Applications to Rings and Modules, publicată în limba engleză, continuă să inspire matematicieni din toată lumea. Mai recent, prof. Nicolae Popescu și-a extins cercetările și în domeniul teoriei numerelor.

## Date biografice
Nicolae Popescu s-a căsătorit cu Elena Liliana Popescu (specializată în calculatoare și informatică), cu care a avut trei copii; atât soția cât și copiii îi supraviețuiesc.
A absolvit la real în 1954 Liceul „Carol I” din Craiova (devenit acum Colegiul Național Carol I din Craiova), după care a intrat prin concurs în 1955 la Facultatea de Matematică din Iași, unde în 1957 nu a fost agreat de decanul comunist al facultății din Iași datorită spiritului său independent și critic, deși acolo a fost printre puținii studenți cu rezultate excepționale la Matematică din acea perioadă.  
În 1959 reușește din nou să fie admis prin concurs la Facultatea de Matematică din București și a susținut cu succes examenul de diplomă în Matematică în 1964.  Își obține apoi cu succes și doctoratul în Matematică în 1967 la Universitatea din București, având deja o serie de rezultate și 20 de lucrări publicate în țară și în străinătate [1-20].
A obținut și titlul de doctor docent în 1972 la Universitatea din București. Apoi, acad. Nicolae Popescu și-a continuat activitatea de cercetare în matematică la Institutul de Matematică al Academiei Române, în grupul de Algebră (Algebra research group) Arhivat în 7 februarie 2009, la Wayback Machine., având colaborări internaționale în domeniul matematicii pe trei continente.
Din conversații cu acad. dr. doc. Nicolae Popescu se putea constata cu siguranță că dânsul împărtășește anumite idealuri înalte morale, etice și religioase cu un alt faimos matematician, profesorul Alexander Grothendieck (de origine francez - născut în Berlin din părinți evrei - de cetățenie rusă și germană) care a vizitat cu dr. Nicolae Popescu și acad. Miron Nicolescu Facultatea de Matematică din București sub dictatură, înainte de 1971. Aceasta s-a întâmplat pentru că i s-a refuzat repetat lui Nicolae Popescu călătoria în Franța, unde i s-ar fi putut acorda o medalie Field la un Congres Internațional de Matematică din Franța - cu condiția de a fi fost prezent acolo. Asemeni lui Alex Grothendieck, acad. Nicolae Popescu a contribuit imens la dezvoltarea teoriei matematice a categoriilor, geometriei algebrice și a teoriei numerelor, a practicat Yoga, și a sprijinit enorm eforturile de matematică de profil a cercetătorilor mai tineri, oricând ei au avut nevoie de ajutorul său. Entuziasmul său molipsitor pentru matematică și științe a dat roade îmbelșugate și numeroase de-a lungul anilor 1965-2009. La fel ca și Alex Grothendieck, dr. doc. Nicolae Popescu a sprijinit activ și dezvoltarea biologiei relaționale și a aplicațiilor teoriei categoriilor în biofizică matematică și biologia matematică.

## Poziții universitare
Nicolae Popescu a fost numit pe postul de lector în matematică la Universitatea din București în 1968, unde a predat pînă în 1972. Începând cu 1964, a devenit profesor cercetător la Institutul de Matematică al Academiei Române Arhivat în 17 ianuarie 1999, la Wayback Machine., institut care a fost ulterior eliminat de fostul dictator al României, Nicolae Ceaușescu, în 1976, la doar un an după ce fiica lui, Zoia Ceaușescu, a fost angajată cercetătoare la Institut. După înlăturarea dictaturii comuniste din România, Institutul de Matematică a fost reînființat și cei mai mulți din cercetătorii vechi—printre care și profesorul Nicolae Popescu—au fost reangajați la institut.

## Invitații de vizite academice și conferințe
A ținut conferințe ca Profesor invitat la universitațile din:  Anvers (Belgia); Zurich (Elvetia); Mulhouse, Colmar, Strasbourg, Lyon, Rennes, Bordeaux, St. Etienne (Franța); Roma, l'Aquila, Bresanone (Italia); Novosibirsk, Barnaul (Rusia); Munchen, Stuttgart, Heidelberg, Hagen, Dortmund, Bielefeld (Germania); Kuwait University (Kuwait); Naruto, Okayama (Japan); Johns Hopkins, Columbia, Illinois (SUA); Almería, Granada (Spania), Ciudad de Mexico (Mexic), G.G.S. – Lahore (Pakistan), UNAN – Managua (Nicaragua), Cairo (Egipt), Universidad de la Serena - La Serena (Chile).

## Publicații
1.	Asupra omologiei si omotopiei C.W. - complexelor, Studii si cercetari Mat., 1962. (with D. Burghelea)
2.	Diferentiale generalizate, Comunicarile Acad. R.S.R., Vol. 13, Nr. 6 (1963), 523-528. (with C. Banica)
3.	Module cu diferentiala generalizata, St. Cerc. Mat. Tom. 16 Nr. 6. (1964), 673-804.
4.	Modules avec différentielle généralisée Rev. Roum. Math. Pures et Appl. Nr. 6 (1964).
5.	Quelques considérations sur l'exactitude des foncteurs, Bull. Math. Soc. Sci. Math. Phis. de la R. P. R. 7 (1963), 144-147. (with C. Banica)
6.	Categorii cât, St. Cerc. Mat. 17 (1965), 951-985. (with C. Banica)
7.	Sur les catégories preabéliens, Rev. Roum. Math. Pures Appl., 10(1965), 621-633. (with C. Banica)
8.	Caractérisation des catégories abéliennes avec générateurs et limites inductives exactes, C. R. Acad. Sci. Paris 258(1964), 4188-4191. (with Pierre Gabriel)
9.	La localisation pour des sites, Rev. Roum. Math. Pures et Appl. 10(1965), 1031-1044.
10.	La structure des modules injectifs sur an anneau á idéal principal, Bull. Math. de la Soc. Sci. Math. Phys. de la RPR Tome 8(56), Nr. 1-2 (1964), 67-73. (with A. Radu)
11.	Morphismes et co-morphismes des topos abéliens, Bull. Math. de la Soc. Sci. Math. de la R.S.R. Tom 10(58) W 2 =4 (1996), 319-328. (with A. Radu)
12.	Elemente de teoria fascicolelor I, St. Cerc. Mat. (1966) 267-296.
13.	Elemente de teoria fascicolelor II, St. Cerc. Mat. (1966) 407-456.
14.	Elemente de teoria fascicolelor III, St. Cerc. Mat. (1966) 547-583.
15.	Elemente de teoria fascicolelor IV, St. Cerc. Mat. (1966) 647-669.
16.	Elemente de teoria fascicolelor V, St. Cerc. Mat. (1966) 945-991.
17.	Elemente de teoria fascicolelor VI, St. Cerc. Mat. (1967) 205-240.
18.	Sur la structure des objets de certaines catégories abéliennes, C.R. Acad. Sci. Paris 262(1966), 1295-1297. (with C. Nastasescu)
19.	Quelques observations sur les topes abéliens, Rev. Roum. Math. Pures Appl.12 (1967), 553-563. (with C. Nastasescu)
20.	Théorie générale de la décomposition, Rev. Roum Math. Pures et Appl. 12 (1967), 1365-1371.
21.	Les anneaux semi-artiniens, Bull. Soc. Math. France 96 (1968) 357-368. (with C. Nastasescu).
22.	Sur les epimorphismes plants d'anneaux, C.R. Acad. Sci. Paris 268 (1969) 376-379. (with T. Spircu).
23.	On the localization ring of a ring, J. of Algebra 15 (1970) 41-56. (with C. Nastasescu)
24.	Quelques observations sur les morphismes plats des anneaux, J. Algebra 16(1970), 40-59. (with T. Spircu)
25.	Le spectre gauche d'un anneau, J. Algebra 18(1971) 213-228.
26.	Les quasi-ordres (á gauche) des anneaux, J. Algebra 17(1971), 474-481. (with D. Spulber)
27.	Les anneaux semi-noethériens, C.R. Acad. Sci. Paris 272 (1971), 1439-1441.
28.	Sur les C. P. anneaux, C.R. Acad. Sci. Paris 272 (1971) 1493-1496.
29.	Théorie de la décomposition primaire dans les anneaux semi-noethériens, J. Algebre 2399172), 482-492.
30.	Some remarks about semi-artinian rings, Rev. Roumaine Math. Pures et Appl. 17, nr. 9(1973), 1413-1422. (with C. Vraciu)
31.	Exemple de inele semi-artiniene, St. Cerc. Math. 26, nr.8 (1974), 1153-1157. (with T. Spircu)
32.	Quelques considérations sur les anneaux semi-artiniens commutatifs, C. R. Acad. Sci. Paris 276(1973), 1545-1548.
33.	Permanence Theorems for semi-artinian rings, Rev. Roum. Math. Pures et Appl. 21, nr.2 (1976), 227-231. (with T. Spircu)
34.	Sur la Structure des Anneaux Absolument plats commutatifs, J. Algebra 40 (1976), 364-383. (with C. Vraciu)
35.	Sur l'anneau des quotients d'un anneau noethérien (à droite) par rapport au système localisant associe à un idéal bilatéral premier, C.R. Acad. Sci. Paris.
36.	Some remarks about the regular ring associated to a commutative ring, Rev. Roumaine Math. Pures et Appl. 23(1978), 269-277. (with C. Vraciu)
37.	Sur la sous-catégorie localisant associée a un idéal bilatéral premier dans un anneau noethérien (à droite), Rev. Roum. Math. Pures et Appl. T. XXVi, nr. 7 (1981), 1033-1042.
38.	Sur un problème d'Arens et Kaplansky concernant la structure de quelques anneaux absolument plats commutatifs, Rev. Roum. Math. Pures Appl., t. 27, nr.8 (1982), 867-874. (with C. Vraciu)
39.	Sur une classe de polynômes irréductibles, C.R. Acad. Sci. Paris, t. 297 (1983), 9-11.
40.	Galois Theory of permitted extensions of commutative regular rings, Bull. Math. Soc. Sci. Math. R.S. Roumanie, t. 29 (77), nr.1 (1985), 121-135. (with C. Vraciu)
41.	On Dedekind domains in infinite algebraic extensions, Rend. Sem. Math. Univ. Padova, vol. 74 (1985), 39-44. (with C. Vraciu)
42.	On a problem of Nagata in valuation theory, Rev. Roum. Math. Pures et Appl. 31 (1986), 639-641.
43.	On subfields of k(X), Red. Sem. Mat. Univ. Padova, vol. 75 (1986), 257-273. (with V. Alexandru)
44.	On a class of intermediate Subfields, Studii si Cercetari Matematice, tom 39, Nr. 2 (1987), p. 156-162. (with E.L. Popescu)
45.	Sur une clase de prolongements a K(X) d'une valuation sur un corps K, Rev. Roum. Math. Pures Appl. 33 (1988), 393-400. (with V. Alexandru)
46.	A theorem of characterization of residual transcendental extensions of a valuation, J. Math. Kyoto Univ. 28-4 (1988), 579-592. (with V. Alexandru and A. Zaharescu)
47.	Sur la définition des prolongements résiduels transcendent d'une valuation sur un corps K à K(X), Bull. Math. Soc. Sci. Math. Roumanie, t. 33 (1989), 257-264. (with E. L. Popescu)
48.	Minimal pairs of a residual transcendental extension of a valuation, J. Math. Kyoto, Univ., Vol. 30, (1990), 207-225. (with V. Alexandru si A. Zaharescu)
49.	All valuations on K(X), J. Math. Kyoto Univ., Vol. 30 (1990), 281-296. (with V. Alexandru si A. Zaharescu)
50.	On the residual transcendental extensions of a valuation. Key polynomials and augmented valuation, Math. Tsukuba Univ. Vol. 15, No.1 (1991), 57-78. (with E.L. Popescu)
51.	On the extension of valuation on a field K to K(X), I Red. Sem. Mat. Univ. Padova, vol. 87 (1992), 151-168. (with C. Vraciu)
52.	On the structure of the irreducible polynomials over local fields, J. Number Theory, Vol. 52 No.1 (1993), 98-118. (with A. Zaharescu)
53.	The valuations on k(x,y) which are trivial on k, Proc. Conf. Algebra, Constanta, 1994.
54.	Some elementary remarks about n-local fields, Rend. Sem. Math. Univ. Padova, Vol. 91 (1994). (with V. Alexandru)
55.	A characterization of Generalized Dedekind Domains, Bull. Math. de la Soc. Sci. Math de la Roumanie, tome 35 (83), Nr.1-2 (1991), 139-141. (with E. L. Popescu)
56.	On a class of Prüfer domains, Rev. Roumaine Math. Pures et Appl. 29 (1984), 777-786.
57.	Sur une classe d'anneaux qui généralisent les anneaux de Dedekind, J. of Algebra, Vol.173, (1995), 44-66. (with M. Fontana)
58.	On the extension of a valuation on a Field K to K(X), II, Rend. Sem. Mat, Univ. Padova, Vol 96 (1996), 1-14. (with C. Vraciu)
59.	On the roots of a class of lifting polynomials, Fachbereich Math. Univ. Hagen, Band 63 (1998), 586-600. (with A. Zaharescu)
60.	Completion of a r. t. extension of a local field, I, Math. Z., Vol 221 (1996), 675-682. (with V. Alexandru and A. Popescu)
61.	Completion of a r. t. extension of a local field”, II, Rend. Sem. Mat. Univ. Padova, (1998). (with V. Alexandru and A. Popescu)
62.	On the main invariant of an element over a local field, Portugalia Mathematica, Vol. 54, Fasc. 1 (1997) 73-83. (with A. Zaharescu)
63.	On the closed subfields of Cp, J. Number Theory, Vol. 68 (1997), 131-150. (with V. Alexandru and A. Zaharescu)
64.	Sur une classe d'anneaux de Prüfer avec groupe de classes de torsion, Comm. Alg., 23 (1975), 4521-4533. (with M. Fontana)
65.	On a class of Domains Having Prüfer Integral closure, The FOR-Domains, Commutative ring Theory, Vol. 185, Lecture Notes in Pure and Appl. Math. Dekker 1996. (with M. Fontana)
66.	Invertible ideals and Picard group of generalized Dedekind domains, J. Pure and Appl. Alg., Vol 135, Nr. 3 (1999), 237-251. (with S. Gabelli)
67.	The Lüroth's Theorem for some complete fields, in Abelian Groups, Module Theory and Topology, Editors Dikranian-Salce, Marcel Dekker Inc., 1998, 55-58. (with V. Alexandru)
68.	On minimal pairs and residually transcendental extensions of valuations (Mathematika, 49(2002), 93-106 ) (with S. Khanduja and K.W. Roggenkamp)
69.	Nagata Transform and Localizing Systems, Comm. in Algebra, 30(5), (2002), 2297-2308. (with Marco Fontana)
70.	Spectral extensions of p-adic valuation, Rev. Roum. Math. Pures et Apll, Vol. 46, Nr.6 (2001), 805-817. (with E. L. Popescu and C. Vraciu)
71.	Trace on Cp, J. Number Theory 88 (2001), Nr.1, 13-48. (with V. Alexandru and A. Zaharescu)
72.	Spectral norms on valued fields, Math. Z., Vol 238 (2001), 101-114. (with V. Pasol and A. Popescu)
73.	The generating degree of Cp, Canad. Math. Bull. Vol. 44, (2001), 3-11. (with V. Alexandru and A. Zaharescu)
74.	Metric invariants in BdR+ associated to differential operators, Rev. Roum. Math. Pures Appl. 33 (1988), 393-400. (with V. Alexandru and A. Zaharescu)
75.	Good elements and metric invariants in BdR+, J. Math. Kyoto Univ, vol 43, Nr. 1 (2003), 125-137. (with V. Alexandru and A. Zaharescu)
76.	On afine subdomains (to appear) (with G. Groza)
77.	A representation theorem for a class of rigid analytic functions, (with V. Alexandru and A. Zaharescu) (J. Th. Nombres Bordeaux 15 (2003), 639-650.
78.	On the spectral norm of Algebraic Numbers (to appear Math. Nachtr.) (with A. Popescu and A. Zaharescu)
79.	Universal Property of the Kaplansky Ideal Transform and Affiness of Open Subsets, J. Pure and Appl. Alg., 173, (2002), 121-134. (with Marco Fontana)
80.	Metric invariants over Henselian valued Fields, J. Of Algebra, 266 (1), (2003), 14-26. (with A. Popescu and A. Zaharescu)
81.	Chains of metric invariants over a local field, Acta Arithmetica, 103 (1), (2002), 27-40. (with A. Popescu, M. Vajaitu and A. Zaharescu)
82.	Transcendental divisors and their critical functions, Manuscripta Math., 110 (4), (2003), 527-541. (with A. Popescu and A. Zaharescu)
83.	The Galois Action on plane Compacts, J. Of Algebra, 270, (2003), 238-248. (with A. Popescu and A. Zaharescu)
84.	Total valuation rings of K(X, σ) containing K, Communications in Algebra, Volume 30, Number 11  (2002), 5535 – 5546 (with S. Kobayashi, H. Marubayashi and C. Vraciu)
85.	Total valuation Rings of Ore extensions, Result Math., 43 (2003), 373-379. (with S. Kobayashi, H. Marubayashi, C. Vraciu and G. Xie)
86.	Non-commutative valuation rings of the quotient artinian ring of a skew polynomial ring, Algebra and Representation Theory (2005), 8; 57-68 (with S. Kobayashi, H. Marubayashi, C. Vraciu and G. Xie)
87.	The structure of localization systems of a class of Prüfer Domain (to appear) (with H. Marubayashi and E. L Popescu)
88.	On the existence of trace for elements of Cp Algebra and Representation Theory (2006), 9; 47-66 (with M. Vajaitu and A. Zaharescu)
89.	Trace Series on Qk, Result in Math., 43 (2003), Nr 3-4, 331-341 (with A. Popescu and A. Zaharescu) 
90.	A Galois Theory for the Banach Algebra of continuous symmetric functions on absolute Galois Group Result. Math. 45, No. 3-4, 349-358 (2004) (with A. Popescu and A. Zaharescu)
91.	On the continuity of the trace (Proceeding Romanian Academy, Series A, Volume 5, Number 2 (2004),  117-122 (with V. Alexandru, E. L Popescu)
92.	A new characterization of spectral extension of p-adic valuation, Proc. Conference in Math. Lahore, 18-20 mars 2004 (with E. L Popescu)
93.	Norms on R[X1, ...., Xr] which are multiplicative von R, Resultate der Mathematik, 51, 229-247 (2008)  (with G. Groza and A. Zaharescu)
94.	All non–archimedean norms on K[X1, ...., Xr] (to appear) (with G. Groza and A. Zaharescu)
95.	On the structure of compact subsets of Cp, Acta Arithmetica, 123. 3, 253-266 (2006) (with Alla Ditta Raza Choudary, and A. Popescu)
96.	A basis of   over , Rev. Roum. Math. Pures Appl. Tome LI, 51 (2006), 87-88. (with E. L. Popescu)
97.	The p-adic measure on the orbit of an element of Cp, Rend. Sem.Mat. Univ. Padova, Vol.118, 197-216 (2007)  (with V. Alexandru, M. Vajaitu and A. Zaharescu)
98.	Analytic Normal Basis Theorem Cent. Eur. J. Math., 6(3), 351-356 (2008) (with V. Alexandru and A. Zaharescu)
99.	On the automorphisms of the spectral completion of the algebraic numbers field,  Journal of Pure and Applied Algebra, 212 (2008), 1427–1431 (with E. L Popescu  and A. Popescu)
100.	The behaviour of rigid analytic functions around orbits of elements of Cp (to appear) (with S. Achimescu, V. Alexandru, M. Vajaitu and A. Zaharescu)
101.	A Galois Theory for the field extentions K((X))/ K (to appear) (with Asim Naseen and A. Popescu)

## Cărți
- Elemente de teoria algebrica a numerelor, Univ. Bucuresti, 1968.
- Teoria categoriilor si teoria fascicolelor, Ed. Stiintifica, 1971.
- Categorii Abeliene, Ed. Academiei, 1971.
- Abelian categories with Applications to Rings and Modules, Academic Press, L. M. S. Monograph No.3, London, 1973.
- Popescu, Nicolae; Popescu, Liliana, Theory of categories. Martinus Nijhoff Publishers, The Hague; Sijthoff & Noordhoff International Publishers, Alphen aan den Rijn, 1979. x+337 pp. ISBN 90-286-0168-6.
- Selected topics in valuation theory (to appear).

## Publicații în limbi străine
1. Quelques considérations sur l'exactitude des foncteurs, Bull. Math. Soc. Sci. Math. Phis. de la R. P. R. 7 (1963), 144-147. (with C. Banica)
2. Quotient categories[nefuncțională]
 (orig. title: Categorii cât), St. Cerc. Matem. 17 (1965), 951-985. (with C. Banica)
3. Sur les catégories preabéliens, Rev. Roum. Math. Pures Appl., 10(1965), 621-633. (with C. Banica)
4. Caractérisation des catégories abéliennes avec générateurs et limites inductives exactes, C. R. Acad. Sci. Paris 258(1964), 4188-4191. (with Pierre Gabriel)
5. La localisation pour des sites, Rev. Roum. Math. Pures et Appl. 10(1965), 1031-1044.
6. La structure des modules injectifs sur an anneau á idéal principal, Bull. Math. de la Soc. Sci. Math. Phys. de la RPR Tome 8(56), Nr. 1-2 (1964), 67-73. (with A. Radu)
7. Morphismes et co-morphismes des topos abéliens, Bull. Math. de la Soc. Sci. Math. de la R.S.R. Tom 10(58) W 2 =4 (1996), 319-328. (with A. Radu).
8. Sur la structure des objets de certaines catégories abéliennes, C.R. Acad. Sci. Paris 262(1966), 1295-1297. (with C. Nastasescu)
9. Quelques observations sur les topes abéliens, Rev. Roum. Math. Pures Appl.12 (1967), 553-563. (with C. Nastasescu)
10. Théorie générale de la décomposition, Rev. Roum Math. Pures et Appl. 12 (1967), 1365-1371.
11. Les anneaux semi-artiniens, Bull. Soc. Math. France 96 (1968) 357-368. (with C. Nastasescu).
12. Sur les epimorphismes plants d'anneaux, C.R. Acad. Sci. Paris 268 (1969) 376-379. (with T. Spircu).
13. On the localization ring of ring, J. of Algebra 15 (1970) 41-56. (with C. Nastasescu)
14. Quelques observations sur les morphismes plats des anneaux, J. Algebra 16(1970), 40-59. (with T. Spircu)
15. Le spectre gauche d'un anneau, J. Algebra 18(1971) 213-228.
16. Les quasi-ordres (á gauche) des anneaux, J. Algebra 17(1971), 474-481. (with D. Spulber)
17. Les anneaux semi-noethériens, C.R. Acad. Sci. Paris 272 (1971), 1439-1441.
18. Sur les C. P. anneaux, C.R. Acad. Sci. Paris 272 (1971) 1493-1496.
19. Théorie de la décomposition primaire dans les anneaux semi-noethériens, J. Algebre 2399172), 482-492.
20. Some remarks about semi-artinian rings, Rev. Roumaine Math. Pures et Appl. 17, nr. 9(1973), 1413-1422. (with C. Vraciu)
21. Exemple de inele semi-artiniene, St. Cerc. Math. 26, nr.8 (1974), 1153-1157. (with T. Spircu)
22. Quelques considérations sur les anneaux semi-artiniens commutatifs, C. R. Acad. Sci. Paris 276(1973), 1545-1548.
23. Permanence Theorems for semi-artinian rings, Rev. Roum. Math. Pures et Appl. 21, nr.2 (1976), 227-231. (with T. Spircu)
24. Sur la Structure des Anneaux Absolument plats commutatifs, J. Algebra 40 (1976), 364-383. (with C. Vraciu)
25. Sur l'anneau des quotients d'un anneau noethérien (à droite) par rapport au système localisant associe à un idéal bilatéral premier, C.R. Acad. Sci. Paris.
26. Some remarks about the regular ring associated to a commutative ring, Rev. Roumaine Math. Pures et Appl. 23(1978), 269-277. (with C. Vraciu)
27. Sur la sous-catégorie localisant associée a un idéal bilatéral premier dans un anneau noethérien (à droite), Rev. Roum. Math. Pures et Appl. T. XXVi, nr. 7 (1981), 1033-1042.
28. Sur un problème d'Arens et Kaplansky concernant la structure de quelques anneaux absolument plats commutatifs, Rev. Roum. Math. Pures Appl., t. 27, nr.8 (1982), 867-874. (with C. Vraciu)
29. Sur une classe de polynômes irréductibles, C.R. Acad. Sci. Paris, t. 297 (1983), 9-11.
30. Galois Theory of permitted extensions of commutative regular rings, Bull. Math. Soc. Sci. Math. R.S. Roumanie, t. 29 (77), nr.1 (1985), 121-135. (with C. Vraciu)
31. On Dedekind domains in infinite algebraic extensions, Rend. Sem. Math. Univ. Padova, vol. 74 (1985), 39-44. (with C. Vraciu)
32. On a problem of Nagata in valuation theory, Rev. Roum. Math. Pures et Appl. 31 (1986), 639-641.
33. On subfields of k(X), Red. Sem. Mat. Univ. Padova, vol. 75 (1986), 257-273. (with V. Alexandru)
34. On a class of intermediate Subfields, Studii si Cercetari Matematice, tom 39, Nr. 2 (1987), p. 156-162. (with E.L. Popescu)
35. Sur une clase de prolongements a K(X) d'une valuation sur un corps K, Rev. Roum. Math. Pures Appl. 33 (1988), 393-400. (with V. Alexandru)
36. A theorem of characterization of residual transcendental extensions of a valuation, J. Math. Kyoto Univ. 28-4 (1988), 579-592. (with V. Alexandru and A. Zaharescu)
37. Sur la définition des prolongements résiduels transcendent d'une valuation sur un corps K à K(X), Bull. Math. Soc. Sci. Math. Roumanie, t. 33 (1989), 257-264. (with E. L. Popescu)
38. Minimal pairs of a residual transcendental extension of a valuation, J. Math. Kyoto, Univ., Vol. 30, (1990), 207-225. (with V. Alexandru si A. Zaharescu)
39. All valuations on K(X), J. Math. Kyoto Univ., Vol. 30 (1990), 281-296. (with V. Alexandru si A. Zaharescu)
40. On the residual transcendental extensions of a valuation. Key polynomials and augmented valuation, Math. Tsukuba Univ. Vol. 15, No.1 (1991), 57-78. (with E.L. Popescu)
41. On the extension of valuation on a field K to K(X), I Red. Sem. Mat. Univ. Padova, vol. 87 (1992), 151-168. (with C. Vraciu)
42. On the structure of the irreducible polynomials over local fields, J. Number Theory, Vol. 52 No.1 (1993), 98-118. (with A. Zaharescu)
43. The valuations on k(x,y) which are trivial on k, Proc. Conf. Algebra, Constanta, 1994.
44. Some elementary remarks about n-local fields, Rend. Sem. Math. Univ. Padova, Vol. 91 (1994). (with V. Alexandru)
45. A characterization of Generalized Dedekind Domains, Bull. Math. de la Soc. Sci. Math de la Roumanie, tome 35 (83), Nr.1-2 (1991), 139-141. (with E. L. Popescu)
46. On a class of Prüfer domains, Rev. Roumaine Math. Pures et Appl. 29 (1984), 777-786.
47. Sur une classe d'anneaux qui généralisent les anneaux de Dedekind, J. of Algebra, Vol.173, (1995), 44-66. (with M. Fontana)
48. On the extension of a valuation on a Field K to K(X), II, Rend. Sem. Mat, Univ. Padova, Vol 96 (1996), 1-14. (with C. Vraciu)
49. On the roots of a class of lifting polynomials, Fachbereich Math. Univ. Hagen, Band 63 (1998), 586-600. (with A. Zaharescu)
50. Completion of a r. t. extension of a local field, I, Math. Z., Vol 221 (1996), 675-682. (with V. Alexandru and A. Popescu)
51. Completion of a r. t. extension of a local field”, II, Rend. Sem. Mat. Univ. Padova, (1998). (with V. Alexandru and A. Popescu)
52. On the main invariant of an element over a local field, Portugalia Mathematica, Vol. 54, Fasc. 1 (1997) 73-83. (with A. Zaharescu)
53. On the closed subfields of Cp, J. Number Theory, Vol. 68 (1997), 131-150. (with V. Alexandru and A. Zaharescu)
54. Sur une classe d'anneaux de Prüfer avec groupe de classes de torsion, Comm. Alg., 23 (1975), 4521-4533. (with M. Fontana)
55. On a class of Domains Having Prüfer Integral closure, The FOR-Domains, Commutative ring Theory, Vol. 185, Lecture Notes in Pure and Appl. Math. Dekker 1996. (with M. Fontana)
56. Invertible ideals and Picard group of generalized Dedekind domains, J. Pure and Appl. Alg., Vol 135, Nr. 3 (1999), 237-251. (with S. Gabelli)
57. The Lüroth's Theorem for some complete fields, in Abelian Groups, Module Theory and Topology, Editors Dikranian-Salce, Marcel Dekker Inc., 1998, 55-58. (with V. Alexandru)
58. On minimal pairs and residually transcendental extensions of valuations (Mathematika, 49(2002), 93-106 ) (with S. Khanduja and K.W. Roggenkamp)
59. Nagata Transform and Localizing Systems, Comm. in Algebra, 30(5), (2002), 2297-2308. (with Marco Fontana)
60. Spectral extensions of p-adic valuation, Rev. Roum. Math. Pures et Apll, Vol. 46, Nr.6 (2001), 805-817. (with E. L. Popescu and C. Vraciu)
61. Trace on Cp, J. Number Theory 88 (2001), Nr.1, 13-48. (with V. Alexandru and A. Zaharescu)
62. Spectral norms on valued fields, Math. Z., Vol 238 (2001), 101-114. (with V. Pasol and A. Popescu)
63. The generating degree of Cp, Canad. Math. Bull. Vol. 44, (2001), 3-11. (with V. Alexandru and A. Zaharescu)
64. Metric invariants in BdR+ associated to differential operators, Rev. Roum. Math. Pures Appl. 33 (1988), 393-400. (with V. Alexandru and A. Zaharescu)
65. Good elements and metric invariants in BdR+, J. Math. Kyoto Univ, vol 43, Nr. 1 (2003), 125-137. (with V. Alexandru and A. Zaharescu)
66. On afine subdomains (to appear) (with G. Groza)
67. A representation theorem for a class of rigid analytic functions, (with V. Alexandru and A. Zaharescu) (J. Th. Nombres Bordeaux 15 (2003), 639-650.
68. On the spectral norm of Algebraic Numbers (to appear Math. Nachtr.) (with A. Popescu and A. Zaharescu)
69. Universal Property of the Kaplansky Ideal Transform and Affiness of Open Subsets, J. Pure and Appl. Alg., 173, (2002), 121-134. (with Marco Fontana)
70. Metric invariants over Henselian valued Fields, J. Of Algebra, 266 (1), (2003), 14-26. (with A. Popescu and A. Zaharescu)
71. Chains of metric invariants over a local field, Acta Arithmetica, 103 (1), (2002), 27-40. (with A. Popescu, M. Vajaitu and A. Zaharescu)
72. Transcendental divisors and their critical functions, Manuscripta Math., 110 (4), (2003), 527-541. (with A. Popescu and A. Zaharescu)
73. The Galois Action on plane Compacts, J. Of Algebra, 270, (2003), 238-248. (with A. Popescu and A. Zaharescu)
74. Total valuation rings of K(X, σ) containing K, Communications in Algebra, Volume 30, Number 11  (2002), 5535 – 5546 (with S. Kobayashi, H. Marubayashi and C. Vraciu)
75. Total valuation Rings of Ore extensions, Result Math., 43 (2003), 373-379. (with S. Kobayashi, H. Marubayashi, C. Vraciu and G. Xie)
76. Non-commutative valuation rings of the quotient artinian ring of a skew polynomial ring, Algebra and Representation Theory (2005), 8; 57-68 (with S. Kobayashi, H. Marubayashi, C. Vraciu and G. Xie)
77. The structure of localization systems of a class of Prüfer Domain (to appear) (with H. Marubayashi and E. L Popescu)
78. On the existence of trace for elements of Cp Algebra and Representation Theory (2006), 9; 47-66 (with M. Vajaitu and A. Zaharescu)
79. Trace Series on Qk, Result in Math., 43 (2003), Nr 3-4, 331-341 (with A. Popescu and A. Zaharescu)
80. A Galois Theory for the Banach Algebra of continuous symmetric functions on an absolute Galois Group. Result. Math. 45, No. 3-4, 349-358 (2004) (with A. Popescu and A. Zaharescu)
81. On the continuity of the trace (Proceeding Romanian Academy, Series A, Volume 5, Number 2 (2004),  117-122 (with V. Alexandru, E. L Popescu)
82. A new characterization of spectral extension of p-adic valuation, Proc. Conference in Math. Lahore, 18-20 mars 2004 (with E. L Popescu)
83. Norms on R[X1, ...., Xr] which are multiplicative von R (to appear in Resultate der Mathematik  (with G. Groza and A. Zaharescu)
84. All non–archimedean norms on K[X1, ...., Xr] (to appear) (with G. Groza and A. Zaharescu)
85. On the structure of compact subsets of Cp (Acta Arithmetica, 123. 3, 253-266 (2006) (with Alla Ditta Raza Choudary, and A. Popescu)
86. A basis of covers, Rev. Roum. Math. Pures Appl. Tome LI, 51 (2006), 87-88. (with E. L. Popescu)
87. The p-adic measure on the orbit of an element of Cp (to appear) (with V. Alexandru, M. Vajaitu and A. Zaharescu)
88. Analytic Normal Basis Theorem (with V. Alexandru and A. Zaharescu) (to appear)

89.	A representation theorem for a class of rigid analytic functions, J. Th. Nombres Bordeaux, 15 (2003), 639-650. (with V. Alexandru and A. Zaharescu)
90.	A characterization of completion of the spectral extension of p-adic valuation, World Conference on 21st Century Mathematics 2004, 157–161, Sch. Math. Sci.G.C. Univ., Lahore, 2004. (with E. L Popescu)
91.	On afine subdomains, Rev. Roum. Math. Pure Appl., XLIX, No. 3 (2004),  231-246 (with G. Groza)
92.	A Galois theory for the Banach algebra of continuous symmetric functions on absolute Galois groups, Result. Math. 45, No. 3-4 (2004), 349-358. (with A. Popescu and A. Zaharescu)
93.	On the continuity of the trace, Proceeding Romanian Academy, Series A, Volume 5, Number 2 (2004),  117-122. (with V. Alexandru and E. L Popescu)
94.	Non-commutative valuation rings of the quotient artinian ring of a skew polynomial ring, Algebras and Representation Theory (2005), 8; 57-68 (with S. Kobayashi, H. Marubayashi, C. Vraciu and G. Xie)
95.	A basis of C(X, Cp) over C(X, Qp), Rev. Roumaine Math. Pures Appl. Tome LI, Nr. 1 (2006), 87-88. (with E. L. Popescu)
96.	On the structure of compact subsets of Cp, Acta Arithmetica, 123. 3 (2006), 253-266. (with A. D. R. Choudary, and A. Popescu)
97.	On the existence of trace for elements of Cp, Algebras and Representation Theory (2006) 9: 47-66. (with M. Vajaitu and A. Zaharescu)
98.	The p-adic measure on the orbit of an element of Cp, Rend. Sem. Mat. Univ. Padova, Vol.118 (2007), 197-216. (with V. Alexandru, M. Vajaitu and A. Zaharescu)
99.	Analytic Normal Basis Theorem Cent. Eur. J. Math., 6 (3) (2008), 351-356. (with V. Alexandru and A. Zaharescu)
100.	Norms on K[X1, . . . ,Xr], which are multiplicative on R, Result. Math., 51 (2008), 229-247.  (with G. Groza and A. Zaharescu)
101.	On the automorphisms of the spectral completion of the algebraic numbers field,  Journal of Pure and Applied Algebra, 212 (2008), 1427–1431. (with E. L Popescu and A. Popescu)
102.	All non–Archimedean norms on K[X1, . . . ,Xr],  Glasg. Math. J. 52, (2010), No.1, 1-18 (with G. Groza and A. Zaharescu)
103.	On the Iwasawa algebra associated to a normal element of Cp, Proc. Indian Acad. Sci. Math. Sci. 120, (2010), No. 1, 45-55. (with V. Alexandru, M. Vajaitu and A. Zaharescu)
104.	A Galois Theory for the field extensions K((X))/ K, Glasg. Math. J. 52,(2010), 447-451 (with Asim Naseen and A. Popescu)
105.	On the spectral norm of algebraic numbers (to appear in Math. Nachtr.) (with A. Popescu and A. Zaharescu)
106.	The behavior of rigid analytic functions around orbits of elements of Cp (to appear) (with S. Achimescu, V. Alexandru, M. Vajaitu and A. Zaharescu)
107.	On localizing systems in a Prüfer Domain  (to appear in Communications in Algebra) (with H. Marubayashi and E.L. Popescu)
108.	The study of the spectral p-adic extension (to appear in Proc. Rom. Acad.)
109.	Some compact subsets of Qp (to appear in Rev. Roum. Math. Pures et Apll.)
110.	Representation results for equivariant rigid analytic functions (to appear) (V. Alexandru, N. Popescu, M. Vajaitu and A. Zaharescu)
111.	On the zeros of rigid analytic functions (to appear) (V. Alexandru, N. Popescu, M. Vajaitu and A. Zaharescu).